# Pascal Langdale
 (juin 2018).
Pascal Langlois (né le 5 septembre 1973), plus connu sous son nom professionnel, Pascal Langdale, est un doubleur et un acteur britannique.

## Biographie
Il a étudié à l'Académie Royale d'Art dramatique pendant 3 ans. Il a joué des seconds rôles de séries télévisées depuis 1999. Langdale a aussi prêté sa voix et sa ressemblance pour le jeu vidéo Heavy Rain, dans lequel il incarne Ethan Mars. Il a aussi dirigé une entreprise qui a aidé à la capture faciale et à la capture de mouvement pour des jeux vidéo. Il a co-écrit et co-réalisé "Faster Than Nigh".

## Filmographie

### Cinéma
- 2004 : The Phantom of the Opera : Flamenco Dancer
- 2007 : Super Comet: After The Impact : Himself
- 2007 : Gone for a Dance : Antoine
- 2007 : Steel Trap : Robert
- 2008 : Sharpe's Peril : Major Joubert
- 2008 : Cards on the Table : David
- 2009 : Morris: A Life with Bells On : Preston Tannen
- 2021 : See for Me de Randall Okita : Ernie

### Séries télévisées
- 1999 - 2000 : Lucy Sullivan Is Getting Married : Daniel (16 episodes)
- 2003 : Ultimate Force : LeCompte (2 episodes)
- 2006 : Extras : Mark (1 episode)
- 2007 : Discovery 2057 : Alain Degas (1 episode)
- 2009 : My Family : Adult Kenzo (1 episode)
- 2009 : Free Agents : Doctor Two-Scenes (1 episode)
- 2009 : Spooks : Finn Lambert (1 episode)
- 2009 : Doctors : Angus Warren (1 episode)
- 2010 : Any Human Heart : Dr Roissansac (1 episode)
- 2012 : Flashpoint : Dr. Sandy Applewhite (1 episode)
- 2014 : Bitten : Karl Marsten (11 episodes)
- 2016 : Between : Dexter Crane (2 episodes)
- 2016 - 2017 :  Killjoys : Liam Jelco (6 episodes)

### Jeux vidéo
- 2010 : Heavy Rain : Ethan Mars (voix et modèle)